# 大花藤属
大花藤属（学名：Raphistemma）是萝藦科下的一个属，为攀援状灌木植物。该属共有2种，分布于印度、锡金、泰国和马来西亚。